# Кода (Тетрицкаройский муниципалитет)
Кода (груз. კოდა) — село в Тетрицкаройском муниципалитете в Грузии. 
Население 3062 человек (2014). Национальный состав по переписи 2014 г.: грузины 97 %

## История
Впервые упоминается в исторических источниках с XVII века. Сельская церковь датируется XIX веком.
Раскопки в селе в 1969 и 1974 годах обнаружили предметы бронзового века.

## Известные жители
Родился Василий Барнов (1856—1934) — грузинский и советский писатель-классик и педагог.